# 石四藥集團
石四藥集團有限公司，簡稱石四藥集團（英語：SSY Group Limited，港交所：2005），於1938年於西安設立「西安制藥廠」（「西安利君制藥有限責任公司」前身），前身為「利君國際醫藥(控股)有限公司」。
董事長及總裁為曲繼廣。業務主要生產及銷售片劑、膠囊劑、顆粒劑、水針、粉針、凍乾粉針、口服液、軟膠囊等產品。
總部位於香港灣仔港灣道25號海港中心21樓2101-02室。
股份則在2005年12月20日於港交所主板上市。招股價為2.2港元，全數發售為7000萬股，集資額為1.54億港元。

## 連結
- lijun.com.hk